# Fukui (prefektura)
Fukui (japanski: kanji 福井県, romaji: Fukui-ken) je prefektura u današnjem Japanu. 
Nalazi se na zapadnoj obali središnjeg dijela otoka Honshūa. Nalazi se u chihōima Chūbu i Hokuriku.
Glavni je grad Fukui.
Organizirana je u 7 okruga i 17 općina. ISO kod za ovu pokrajinu je JP-18.
1. travnja 2011. u ovoj je prefekturi živjelo 803.755 stanovnika.
Simboli ove prefekture su cvijet narcis  (Narcissus tazetta), drvo bor i ptica drozd (Turdus naumanni).